# Yun'an
Förväxla ej med Yunan härad som gränsar till Yun'an.
Yun'an är ett stadsdistrikt i Yunfus stad på prefekturnivå i provinsen Guangdong i sydöstra Kina. Det ligger omkring 140 kilometer väster om provinshuvudstaden Guangzhou.
Yun'an är indelat i sju köpingar (zhen).
- Baishi (白石镇)
- Duyang (都杨镇)
- Fulin (富林镇)
- Gaocun (高村镇)
- Liudu (六都镇)
- Shicheng (石城镇)
- Zhen'an (镇安镇)